# Guerau Alemany II de Cervelló
Guerau Alemany II de Cervelló, descrit com a Guirart el Romano o Girardo Aleman a les cròniques del Cid, (−1097) fou senyor de Cervelló.
Fill de Guerau Alemany I de Cervelló, es casà amb Ponça de Tolosa, filla de Ponç II de Tolosa i Almodis de la Marca
Guerau Alemany II de Cervelló va ser l'home de confiança de Berenguer Ramon II en les campanyes a l'emirat de Balànsiya, participant en el setge de Xàtiva, i els setges de Balànsiya de 1086 i 1087 al costat d'Al-Múndhir Imad-ad-Dawla, emir de Turtuixa i Dàniyya, que volia impedir la consolidació de Yahya al-Qàdir com emir de Balànsiya i aconseguir la seva pròpia continuïtat territorial.
Fou un dels membres del partit, amb els Montcada, els Cabrera, i Berenguer Sunifred de Lluçà, el bisbe de Vic, que el 1086 acordà que Berenguer Ramon II el Fratricida, considerat instigador de l'assassinat, participés en la tutoria de Ramon Berenguer III durant onze anys, prometent que no es casaria i que per tant l'herència recauria directament en el petit fill del Cap d'Estopes. però, aquest front antifratricida es trencà i un nou partit, encapçalat pels 
El succeí com a senyor de Cervelló el seu fill Guerau Alemany III de Cervelló.